# Partido do Solidarismo Libertador
Partido do Solidarismo Libertador (PSL) foi uma sigla partidária brasileira que disputou sob registro provisório as eleições do ano de 1990, sendo extinto logo em seguida. Utilizou o número 59.
O grupo organizador do partido, liderado por Carlos Eurico de Camargo Osório, Luiz Cláudio Barbosa de Oliveira e Philippe Guedon, então membros do PSC, fundou o partido por não concordar com a aliança do mesmo com o então candidato Fernando Collor de Mello, em 1989. Em 1992, o partido teve seu pedido de registro definitivo negado pelo TSE.
Mesmo com o registro cancelado, em 1995 o grupo consegue refundar o partido, agora como Partido da Solidariedade Nacional (PSN), utilizando o número 31. Em 2000, o partido mudou de nome para Partido Humanista da Solidariedade (PHS), que incorporou-se com o Podemos (PODE) em 2018.
Apesar da sigla homônima, não deve ser confundido com o também extinto Partido Social Liberal, que também fez sua estreia eleitoral em 1996, mas conseguiu apenas o registro definitivo em 1998.

## Links
- «Dados Eleitorais do Brasil»
- «Site do PHS»